# Platycypha eliseva
Platycypha eliseva là một loài chuồn chuồn kim thuộc họ Chlorocyphidae. Đây là loài đặc hữu Công. Môi trường sinh sống tự nhiên của chúng là các sông và montane nhiệt đới hoặc cận nhiệt đới. Chúng bị đe dọa bởi mất môi trường sống.
Loài này được Dijkstra phát hiện ở Congo vào năm 2008.